# Enmebaragesi
Enmebaragesi, tudi En-Men-Barage-Si ali Mebaragesi,  je bil kralj Kiša, ki je po Seznamu sumerskih kraljev vladal okoli leta 2500 pr. n. št.. Seznam navaja, da je premagal Elam, vladal 900 let in postal ujetnik uruškega kralja in Gilgameševega predhodnika Dumuzida Ribiča.
Enmebaragesi je najstarejši kralj na Seznamu, ki je neposredno dokazan z arheološkimi najdbami.  Iz fragmentov dveh alabastrnih vaz z njegovim imenom, ki so jih odkrili v Nipurju, je razvidno, da je zgradil  Iri-nanam v Enlilovem templju.  Ohranjeni so tudi najmanj štirje fragmenti z napisom »Mebaragesi, lugal Kiša«.
V sumerskem izvirniku Epa o Gilgamešu z naslovom Bilgameš in Aga je omenjen kot Agov oče, ki je položil temelje Uruka. Enak podatek je tudi v Seznamu sumerskih kraljev in Tumalski kroniki, ki omenjata Aga kot zadnjega kralja iz Kiške dinastije sumerskih kraljev. Fragmenti, ki dokazujejo njegov zgodovinski obstoj, torej hkrati potrjujejo tudi Gilgameševo zgodovinskost. 
Med sumersko renesanso (Ur-III) posveča kralj Šulgi eno od svojih hvalnic Gilgamešu, ki pravi, da je Gilgameš porazil in ujel  Enmebaragesija, kar nasprotuje podatku v Seznamu sumerskih kraljev, ki trdi, da ga je porazil  njegov predhodnik. V drugem delu Epa o Gilgamešu Gilgameš ponuja svojo »sestro« Enmebaragesi za ženo  pošasti  Huvava ali  Humbaba, kar povzroča nekaj razprav o Enmebaragesijevem spolu. Večina znanstvenikov jemlje navedek kot šalo.

## Vira
- J. N. Postgate. Early Mesopotamia. London, New York 1994, str. 28-30. ISBN 0-415-11032-7
- Piotr Michalowski. A Man Called Enmebaragesi. V Walther Sallaberger u.a. (urednik): Literatur, Politik und Recht in Mesopotamien. Festschrift für Claus Wilcke. Harrassowitz, Wiesbaden 2003, str. 195-208. ISBN 3-447-04659-7

| Vladarski nazivi      | Vladarski nazivi                     | Vladarski nazivi     |
| --------------------- | ------------------------------------ | -------------------- |
| Predhodnik: Iltasadum | Kralj Sumerije okoli 2600 pr. n. št. | Naslednik: Aga Kiški |
| Predhodnik: Iltasadum | Lugal Kiša okoli 2600 pr. n. št.     | Naslednik: Aga Kiški |